# Штайнен (Швіц)
Штайнен (нім. Steinen SZ) — громада  в Швейцарії в кантоні Швіц, округ Швіц.

## Географія
Громада розташована на відстані близько 90 км на схід від Берна, 5 км на північний захід від Швіца.
Штайнен має площу 11,9 км², з яких на 11,3% дозволяється будівництво (житлове та будівництво доріг), 52,1% використовуються в сільськогосподарських цілях, 21,3% зайнято лісами, 15,3% не є продуктивними (річки, льодовики або гори).

## Демографія
2019 року в громаді мешкало 3608 осіб (+13,4% порівняно з 2010 роком), іноземців було 9,1%. Густота населення становила 304 осіб/км².
За віковим діапазоном населення розподілялося таким чином: 22,3% — особи молодші 20 років, 61,9% — особи у віці 20—64 років, 15,9% — особи у віці 65 років та старші. Було 1474 помешкань (у середньому 2,4 особи в помешканні).
Із загальної кількості 1265 працюючих 149 було зайнятих в первинному секторі, 414 — в обробній промисловості, 702 — в галузі послуг.